# Stepfanie Kramer
Stepfanie Kramer (Stephanie Lyla Kramer; 6 de agosto de 1956) es una actriz, escritora y cantante estadounidense, reconocida por haber interpretado el papel de la sargento Dee Dee McCall en la serie de la NBC Hunter. Kramer ha escrito guiones y ha dirigido episodios de televisión, además de desempeñarse como cantante.

## Filmografía

### Cine
| Año  | Título                               | Personaje                    | Notas |
| ---- | ------------------------------------ | ---------------------------- | ----- |
| 1979 | Married: The First Year              | Sharon Kelly                 |       |
| 1979 | The Secret Empire                    | Tara                         |       |
| 1983 | The Man with Two Brains              |                              |       |
| 1985 | Bridge Across Time                   | Angie                        |       |
| 1988 | Favorite Son                         | Stevie Chandler              |       |
| 1988 | Take My Daughters, Please            | Jessica Fletcher             |       |
| 1990 | Coins in the Fountain                | Nikki Taylor                 |       |
| 1992 | Twin Sisters                         | Carol Mallory / Lynn Cameron |       |
| 1994 | Beyond Suspicion                     | Karen Rikehardt              |       |
| 1995 | Deceived by Trust                    | Sarah Ann Collins            |       |
| 1996 | Abducted: A Father's Love            | Loretta Hymens               |       |
| 1996 | Thrill                               | Teresa Colson                |       |
| 1999 | The Dogwalker                        | Helene                       |       |
| 2002 | Hunter: Return to Justice            | Dee Dee McCall               |       |
| 2003 | Hunter: Back in Force                | Dee Dee McCall               |       |
| 2006 | The Cutting Edge: Going for the Gold | Kate Mosley-Dorsey           |       |
| 2012 | The Secret Circle                    | Kate Meade                   |       |

### Televisión
| Año       | Título                              | Personaje                           | Notas       |
| --------- | ----------------------------------- | ----------------------------------- | ----------- |
| 1977      | Starsky and Hutch                   | Manicurista                         | 1 episodio  |
| 1978      | Eight Is Enough                     |                                     | 1 episodio  |
| 1978      | The Hardy Boys/Nancy Drew Mysteries | Jill Sommers                        | 1 episodio  |
| 1978      | The Runaways                        |                                     | 1 episodio  |
| 1979      | Fantasy Island                      | Christina Kastronova / Denise Morot | 2 episodios |
| 1980      | Vegas                               | Cathy                               | 1 episodio  |
| 1981      | Dynasty                             | Melanie                             | 2 episodios |
| 1981      | Bosom Buddies                       | Jennifer                            | 1 episodio  |
| 1981–1982 | Knots Landing                       | Marni                               | 2 episodios |
| 1982      | The Devlin Connection               | Gwendoline Adams                    | 1 episodio  |
| 1981–1982 | Trapper John, M.D.                  | Cheryl                              | 2 episodios |
| 1984–1990 | Hunter                              | Dee Dee McCall                      |             |
| 1984      | The Dukes of Hazzard                | Anna Louise                         | 2 episodios |
| 1984      | Riptide                             | Tracy                               | 1 episodio  |
| 1983–1984 | We Got It Made                      | Claudia                             | 1 episodio  |
| 1984      | Mike Hammer                         | Lisa                                | 1 episodio  |
| 1984      | The A-Team                          | Fire Chief Annie Sanders            | 1 episodio  |
| 1997      | Moloney                             | Rebecca Kitchens                    | 1 episodio  |
| 2000      | Twice in a Lifetime                 | Delia Harmony / Dana Rudolph        | 1 episodio  |
| 2003      | Hunter                              | Dee Dee McCall                      | 4 episodios |
| 2012      | CSI: Crime Scene Investigation      | Vivian Brentson                     | 1 episodio  |